# Tropidurus lagunablanca
Espèce
Tropidurus lagunablanca est une espèce de sauriens de la famille des Tropiduridae.

## Répartition
Cette espèce est endémique du Paraguay. Elle se rencontre dans le département de San Pedro.

## Description
Les mâles mesurent de 89,35 à 113,09 mm de longueur standard et les femelles de 75,48 à 94,59 mm.

## Étymologie
Son nom d'espèce lui a été donné en référence au lieu de sa découverte, la réserve naturelle de Laguna Blanca.

## Publication originale
- Carvalho, 2016 : Three New Species of the Tropidurus spinulosus Group (Squamata: Tropiduridae) from Eastern Paraguay. American Museum Novitates, no 3853, p. 1-44 (texte intégral).